# マルチナンバー
マルチナンバーはNTTドコモの第3世代携帯電話である、FOMAの基本契約番号に最大2つの付加番号をプラスし、プライベート用、仕事用などと用途に応じて番号を使いわけることができるサービスである。また請求書の明細も、送付先も分けることも可能となる。
同様なサービスで、2in1といったサービスもNTTドコモではあるが、同サービスは名義自体を2つに分けることができることや、メールアドレスも付加することができるサービスである。対して本サービスは付加専用の番号のみが使えるサービスであり、基本契約番号と入れ替えることは出来ないほか、付加番号でのサービス利用に制限がある。その反面、料金は安い。

## 料金
利用料500円/月（1付加番号につき）
付加番号利用分の請求書作成手数料150円/月

## 利用方法
通常は携帯電話端末から番号設定をした上で発信したい付加番号を選択し発信することが可能だが、「*590#」は通常番号、「*591#」は付加番号1、「*592#」は付加番号2で発信するといった具合に、事前に特番にかけることで切り替えが可能となる。
機種により、番号別に着信設定を変更することが出来る。

## その他
- 番号は変更することが出来る。同月内で2回までは手数料無料（3回目以降は1,000円）。また、番号追加・変更手続きは同月内5回以内。
- 付加番号では、iモード・iモードメール、メロディコール、SMSの利用はできない。

## 対応機種
対応機種はこちらを参照。非対応機種でも利用は可能な場合もあるが、番号設定等が出来ないほか、着信した番号を確認することができない。